# Marta Cazalla
Marta Cazalla García (* 5. April 1997 in Madrid) ist eine spanische Fußballspielerin. Sie ist seit dem 1. Juli 2025 erneut Vertragsspielerin beim Grasshopper Club Zürich.

## Karriere

### Vereine
Cazalla kam als Spielerin der zweiten Mannschaft von Atlético Madrid am 22. Februar 2015 (20. Spieltag) in der torlosen Erstligabegegnung mit UD Collerense in Palma das erste Mal für die erste Mannschaft zum Einsatz. Nach einem weiteren Punktspiel wurde sie in der Folgesaison bereits sechsmal im Ligaspielbetrieb eingesetzt. Zur Saison 2016/17 rückte sie endgültig in die erste Mannschaft auf und gewann mit der Mannschaft ihre erste Meisterschaft, zu der sie in 20 Punktspielen beigetragen hatte. In der Folgesaison bestritt sie 16 Punktspiele, in denen ihr erneut kein Tor gelang, mit denen sie jedoch an der erneuten Meisterschaft Anteil hatte. Des Weiteren erreichte sie mit ihrer Mannschaft zweimal das Finale um den nationalen Vereinspokal. Das erste wurde am 26. Juni 2016 mit 3:2 gegen den FC Barcelona  gewonnen, das zweite am 2. Juni 2018 gegen diese Mannschaft jedoch mit 0:1 n. V. verloren. In der Mannschaft wurde sie auch in den beiden Begegnungen mit dem VfL Wolfsburg im Sechzehntelfinale der Champions League eingesetzt.
Nach ihrer Zeit in Madrid, kam sie in jeweils einer Saison für drei weitere spanische Mannschaften in der höchsten Spielklasse im spanischen Frauenfußball zum Einsatz. 16 Mal für den FC Málaga, 19 Mal für Real Betis Balompié und 28 Mal für EdF Logroño.
Für ihren ersten Verein außerhalb Spaniens, den Grasshopper Club Zürich, spielte sie von 2021 bis 2023 in der Women’s Super League. Sie kam zweimal in jeweils 17 Punktspielen der regulären Saison und in jeweils vier Playoff-Spielen zum Einsatz, in denen sie insgesamt 15 Tore erzielte. Im Finale um den Schweizer Cup verlor sie mit ihrer Mannschaft am 30. April 2022 mit 1:4 gegen den FC Zürich.
Am 18. April 2023 wurde sie als zweiter Neuzugang der TSG 1899 Hoffenheim für die Saison 2023/24 vorgestellt und mit einem bis zum 30. Juni 2025 datierten Vertrag gebunden.
Bei ihrem Pflichtspieldebüt am 9. September 2023 beim 7:0-Zweitrundensieg gegen den Zweitligisten SV 67 Weinberg im DFB-Pokalwettbewerb erzielte sie mit dem Treffer zum 2:0 in der neunten Minute sogleich ihr erstes Tor. Ihr Bundesligadebüt gab sie eine Woche später zum Saisonauftakt beim 9:0-Sieg im Heimspiel gegen den MSV Duisburg in den ersten 73 Minuten.
Zur Saison 2025/26 kehrte sie zu den GC Frauen zurück.

### Nationalmannschaft
Cazalla, die bereits am 26. August 2015 in die U19-Nationalmannschaft berufen wurde, debütierte als Nationalspielerin jedoch erst am 5. April 2016 im ersten Spiel der 2. EM-Qualifikationsrunde, Gruppe 4 beim 3:0-Sieg über die U19-Nationalmannschaft Italiens. Mit der Mannschaft nahm sie anschließend auch an der vom 19. bis zum 31. Juli 2016 in der Slowakei ausgetragenen Europameisterschaft teil. Sie bestritt alle drei Spiele der Gruppe B, sowie das Halbfinale, in dem sie beim 4:3-Sieg über die U19-Nationalmannschaft der Niederlande mit dem Treffer zur 3:2-Führung in der 73. Minute ihr erstes Länderspieltor erzielte. Das Finale gegen die U19-Nationalmannschaft Frankreichs wurde in Senec mit 1:2 verloren.
Am 20. November 2016 debütierte sie in der U20-Nationalmannschaft, die das letzte Spiel der Gruppe B gegen die U20-Nationalmannschaft Nigerias während der in Papua-Neuguinea ausgetragenen Weltmeisterschaft mit 1:2 verlor.

## Erfolge
Nationalmannschaft
- Finalist U19-Europameisterschaft 2016

Grasshopper Club Zürich
- Schweizer Cup-Finalist 2022

Atletico Madrid
- Spanischer Meister 2017, 2018
- Spanischer Pokal-Sieger 2016, -Finalist 2018